# Liliom Lewald

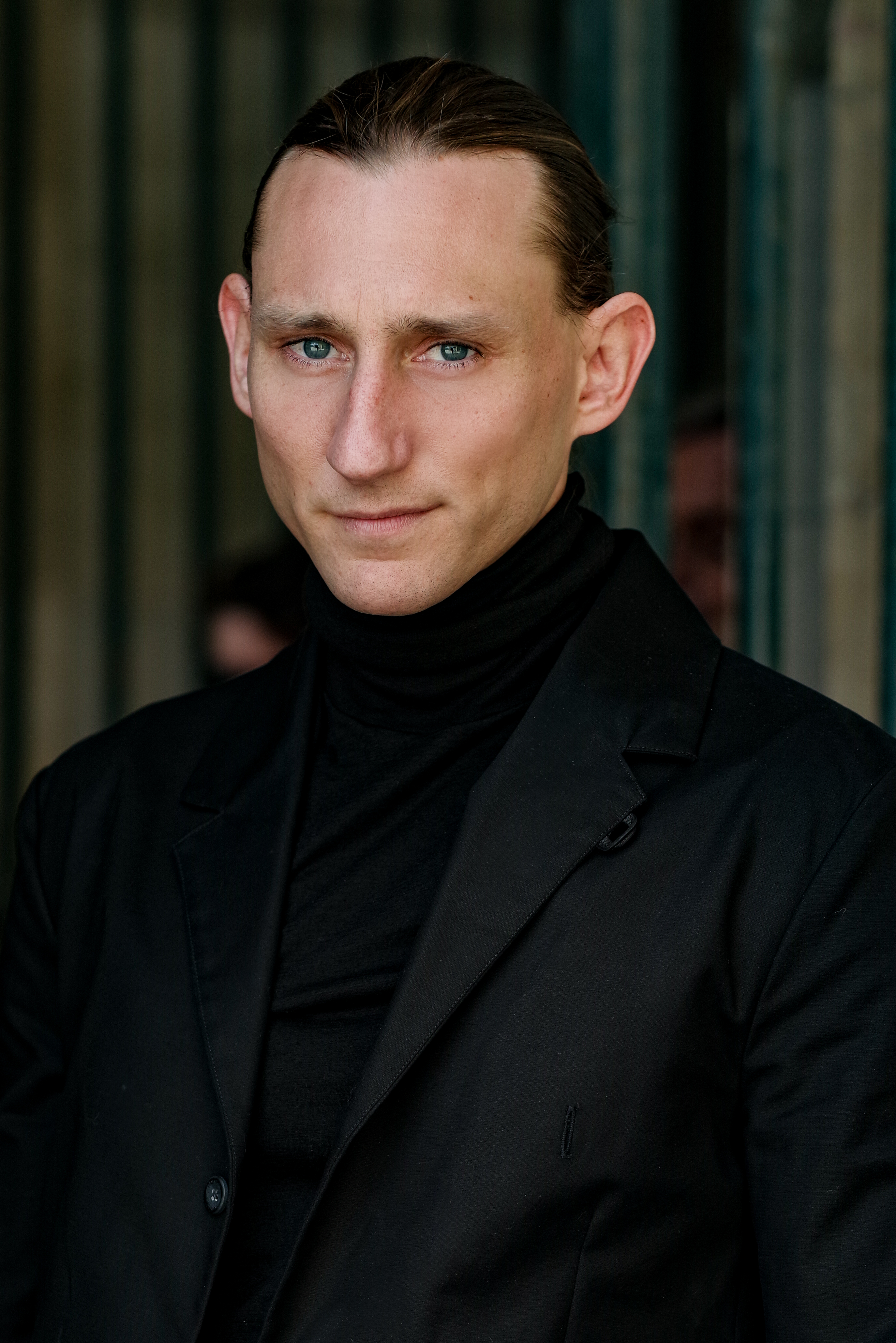
Liliom Lewald (2021)

Liliom Lewald (* 29. Mai 1990 in Berlin) ist ein deutsch-französischer Schauspieler. 

## Leben
Als Sohn eines französischen Theaterregisseurs und der deutschen Schauspielerin Antje Lewald wuchs Lewald bilingual in Köln auf. Als Kind lebte Lewald nahe der Kölner Theaterszene, die ihm durch seine Mutter vertraut gemacht wurde. Als Jugendlicher investierte er seine Zeit vor allem in Kampfsporttraining und wurde 2015 als Kickbox-Wettkämpfer mit dem Newcomer Preis Nordrhein-Westfalen ausgezeichnet. Noch vor dem Schauspiel war er als zweisprachiger Rapper aktiv. Neben Live-Konzerten gehen aus dieser Zeit drei LPs/EPs als Mitglied von CML hervor.
Im Jahr 2015 erhielt Lewald seinen Abschluss in International Business an der Technischen Hochschule Köln. Von 2015 bis 2019 absolvierte er seine Ausbildung zum Schauspieler an der Kölner Schauspielschule der Keller. Dort ließ sein Spiel in der Inszenierung (Das Tierreich) von Regisseurin Charlotte Sprenger Wolf-Dietrich Sprenger (Vater von Charlotte Sprenger) auf ihn aufmerksam werden. Dieser holte ihn daraufhin mit einem Angebot an das Ernst-Deutsch-Theater nach Hamburg. Lewald spielte sein Debüt vor großem Publikum für Wolf-Dietrich Sprengers Produktion Die Welle.

## Karriere
In Köln erhielt Lehwald 2017 den Kölner Theaterpreis für Das Doppelte Lottchen (Regie: Frank Hörner) am Comedia Theater. 2018 folgte die PUCK-Auszeichnung als bester Nachwuchsschauspieler. Noch im selben Jahr wurde Lewald für eine Doppelrolle in Charlotte Sprengers Clockwork Orange mit dem Heidelberger Theaterpreis ausgezeichnet.
Im Jahre 2019 ging er an das Theater Orchester Biel Solothurn (TOBS) in die Schweiz, an dem er von Schauspieldirektorin Katharina Rupp ins Ensemble aufgenommen wurde. Er spielte Hauptrollen wie die Figur des Rousseau in Der Trip Rousseau (Regie: Robin Telfer). Er spielt in Solothurn bis heute als Gast, zuletzt in einer Rolle in Cyrano, einer Inszenierung der französischen Komödie Cyrano de Bergerac von Katharina Rupp.
Seit 2022 steht er für internationale Produktionen wie Oderbruch (Regie: Christian Alvart & Adolfo Kolmerer) vor der Kamera. Zuletzt drehte Lewald für die Netflix-Serie Die Kaiserin 2 (The Empress 2) unter der Regie von Max Erlenwein und Barbara Ott. Zuletzt drehte Lewald für die Netflix-Serie Die Kaiserin 2 (The Empress 2) unter der Regie von Max Erlenwein und Barbara Ott.

## Theater
(Quelle: Castforward)
- 2016: Das Tierreich. Als Marko Fehring, diverse. Theater Der Keller. Regie: Charlotte Sprenger
- 2016: Kuckucksei. Als Marvin. Comedia Theater. Regie: Manuel Moser
- 2017: Das doppelte Lottchen. Als Ludwig Palfy, Insasse. Comedia Theater Köln. Regie: Frank Hörner
- 2017: Die Welle. Als David. Ernst Deutsch Theater. Regie: Wolf-Dietrich Sprenger
- 2018: Auerhaus. Als Höppner. Theater Der Keller. Regie: Volker Schmalöer
- 2018: Clockwork Orange. Als Minister, Droog. Theater Der Keller. Regie: Charlotte Sprenger
- 2018: Der Sängerkrieg der Heidehasen. Als Lodengrün. Theater Krefeld und Mönchengladbach. Regie: Bruno Winzen
- 2019: Agentur für Diebstahl. Als Fremder. Comedia Theater Köln. Regie: Anna Vera Kelle
- 2019: Antigone. Als Haimon und Wächter. Theater Orchester Biel Solothurn. Regie: Deborah Epstein
- 2019: Peer Gynt. Als Aslak Der Magere, diverse. Theater Orchester Biel Solothurn. Regie: Katharina Rupp
- 2020: Der Trip Rousseau. Als Rousseau. Theater Orchester Biel Solothurn. Regie: Robin Telfer
- 2020: Romeo und Julia. Als Mercutio. Theater Orchester Biel Solothurn. Regie: Veit Schubert
- 2021: Die Mitwisser. Als Theo Glass. Theater Orchester Biel Solothurn. Regie: Katharina Rupp
- 2021: Nichts geschenkt. Als König Louis XI. Theater Orchester Biel Solothurn. Regie: Katharina Rupp
- 2023: Falstaff. Als Prinz Hal. Theater Orchester Biel Solothurn. Regie: Robin Telfer
- 2024: Cyrano.Theater Orchester Biel Solothurn. Regie: Katharina Rupp

## Film/Fernsehen
(Quelle: IMdB)
- 2018: Die Spur der Mörder – Regie: Urs Egger, ZDF & Arte
- 2018: Tatort: Angriff auf Wache 08 – Regie: Thomas Stuber. ARD & HR
- 2019: Heldt – Fernsehserie, 1 Folge, Regie: Patricia Frey, ZDF
- 2020: Goldjungs – Regie: Christoph Schnee, ARD & WDR
- 2020: Dunkelstadt – Fernsehserie, 1 Folge, Regie: Asli Özge, ZDF
- 2021: Ich dich auch! – Fernsehserie, 1 Folge, Regie: Nico Sommer, ZDF
- 2021: Mordach – Tod in den Bergen – Regie: Roland Suso Richter, ARD
- 2022: Der Zürich-Krimi – Fernsehserie, 1 Folge, Regie: Roland Suso Richter, ARD
- 2022: Alarm für Cobra 11 – Fernsehserie, 1 Folge, Regie: Franco Tozza, RTL
- 2022: Blutige Anfänger – Fernsehserie, 1 Folge, Regie: FrancoTozza, ARD
- 2022: Die Beschatter – Fernsehserie, 1 Folge, Regie: Michael Steiner, SRF
- 2022: Oderbruch – Fernsehserie, 1 Folge, Regie: Christian Alvart & Adolfo Kolmerer, ARD & CBS
- 2022: Unsere wunderbaren Jahre – Fernsehserie, 6 Folgen, Regie: Mira Thiel, ARD
- 2023: Charlotte Link – Ohne Schuld – Regie: Roland Suso Richter, ARD
- 2023: Die Chefin – Fernsehserie, 1 Folge, Regie: Alexander Costea, ZDF
- 2023: Jenseits der Spree – Fernsehserie, 1 Folge, Regie: Neelesha Barthel, SRF & ZDF
- 2023: Lebenslänglich Erlemann – Regie: Lutz Heineking jr., RTL+
- 2023: Pauline – Regie: Arabella Bartsch | Alma Buddecke | Facundo Scalerandi, Disney+
- 2023: Eher fliegen hier UFOs – Regie: Gina Wenzel und Ingo Haeb, ZDF
- 2024: SOKO Köln – Fernsehserie, 1 Folge, Regie: Max Gleschinski, ZDF
- 2024: The Empress – Staffel 2, Regie: Barbara Ott & Maximilian Erlenwein, Netflix
- 2024: Polizeiruf 110 Rostock – Serie, Regie: Franziska Schlotterer, ARD
- 2024: Bremerhaven Krimi – Serie, Regie: Nicolai Rohde, ARD
- 2025: Blade Runner 2099 – Serie, Regie: Jonathan von Tulleken, an der Seite von Oscar-Preisträgerin Michelle Yeoh, Amazon Prime
- 2025: Schwarzes Gold – Serie, Regie: Nina Wolfrum & Tim Trachte, ARD

## Kino
(Quelle: IMdB)
- 2018: Andrej – Kurzspielfilm, Regie: Roman Wegera
- 2023: Monster im Kopf – Regie: Christina Ebelt
- 2024: La Mort Viendra – Regie: Christoph Hochhäusler
- 2024: Der Wald in mir – Regie: Sebastian Fritzsch
- 2024: Babystar – Regie: Joscha Bongard

## Hörspiele
(Quelle: ARD-Hörspieldatenbank)
- 2019: Klaus Fehling: Ende der Saison (Paketbote) – Regie: Jörg Schlüter (Original-Hörspiel – WDR)
- 2019: William Faulkner: Als ich im Sterben lag (1. Teil) (Lafe) – Bearbeitung und Regie: Walter Adler (Hörspielbearbeitung – SWR)
- 2019: Georg K. Berres: Bestseller-Killer – Regie: Thomas Werner (Originalhörspiel, Kriminalhörspiel – WDR)
- 2019: Leon Engler: Bier. Groteske Komödie um ein sprechendes Bierfass (Der Söm) – Regie: Martin Zylka (Originalhörspiel – WDR)
- 2019: Robert Weber: Das Schäfer & Bursche Halloween-Spezial (Lukas/Polizist 1 und 3) – Regie: Matthias Kapohl (Originalhörspiel – WDR)
- 2022: Volker Kutscher: Goldstein. Fall drei für Gereon Rath und Charlotte Ritter (3 Teile) (Kralle, Teil 2, T3) – Bearbeitung und Regie: Benjamin Quabeck (Hörspielbearbeitung, Kriminalhörspiel – WDR)
- 2022: Leonie Below: Vom Erdboden (3. und 4. Teil) (Helge) – Regie: Eva Solloch (Originalhörspiel – WDR)
- 2023: Ursula K. Le Guin: Erdsee (2. Staffel: 4. bis 6. Teil)  Das weltberühmte Fantasy-Epos als 3D-Audio-Serie (Erle) – Regie: Jörg Schlüter (Hörspielbearbeitung – WDR)
- 2023: Leticia Milano, Tina Müller: Die andere Frida (3. Teil) (Bréton) – Regie: Claudia Johanna Leist (Originalhörspiel – WDR)

## Musik
Als Gruppe CML
- 2015: ABTEIL30.06 (LP)[1]
- 2017: LUMIÈRE (EP, S1M Records)[7]
- 2017: DA IST MEHR (EP, S1M Records)[8]